# ТЕЦ Влоцлавек
ТЕЦ Влоцлавек — колишня теплоелектроцентраль у однойменному місті в центральній Польщі.
В 1960-х роках у Влоцлавеку почалось спорудження хімічного заводу, котрий наразі носить назву ANWIL та є великим виробником полівінілхлориду. Для обслуговування своїх потреб завод мав власну ТЕЦ, на якій  в 1979—1980 роках запустили два котла OOG-260, постачені рацибузькою компанією Rafako. Вони були розраховані на спалювання нафтопродуктів, а в другій половині 1980-х також отримали здатність споживати природний газ. Для видалення продуктів згоряння з цих котлів призначений димар висотою 180 метрів.
Від котлів, зокрема, живились запущені у 1980, 1981 та 1985 роках три турбіни виробництва брненської PBFT, дві з яких мали потужність по 35 МВт, а одна — 55 МВт. Станом на середину 2010-х турбіну № 3 потужністю 35 МВт демонтували, проте з 2008-го працювала мала турбіна № 4 потужністю 1,55 МВт, постачена так само брненською Ekol.
У 2015-му на ТЕЦ змонтували два розраховані на використання газу котла Standardkessel HS WZ 01, які мають потужність увосьмеро меншу від попередніх.
В 2017-му поряд запустили значно більшу парогазову ТЕС Влоцлавек, котра належить тому ж власнику PKN Orlen. Вона перебрала на себе забезпечення потреб заводу ANWIL, тоді як стара ТЕЦ припинила продукувати електроенергію та стала виконувати допоміжну функцію при теплопостачанні.